# Kevin Asano
Kevin Asano est un judoka américain né le 20 avril 1963 à Hawaï.

## Biographie
Il dispute les Jeux olympiques d'été de 1988 à Séoul où il remporte une médaille d'argent.

## Palmarès

### Jeux olympiques
- Jeux olympiques d'été de 1988 à Séoul
  -  Médaille d'argent en -60 kg[1]

### Championnats du monde
- Championnats du monde de judo 1987
  -  Médaille de bronze